# Майоров, Роман Александрович
Рома́н Алекса́ндрович Майо́ров (род. 14 февраля 1982, Москва) — российский историк и преподаватель, кандидат исторических наук (2008). Исследователь единоверия и белокриницкой иерархии, сотрудник Государственного исторического музея (отдел «Палаты бояр Романовых»). Доцент кафедры гуманитарных технологий и профильных дисциплин Российского нового университета (РосНОУ).

## Биография
В 1999 году окончил среднюю школу № 158 города Москвы. В том же году поступил на исторический факультет Московского педагогического государственного университета.
С 2000 году поступил работать экскурсоводом филиала Государственного исторического музея «Палаты в Зарядье».
Параллельно, с 2001 по 2004 год прошёл обучение по образовательной программе «История русской православной культуры» на историческом факультете МПГУ, также в 2003 году окончил отделение журналистики факультета дополнительного педагогического образования МПГУ.
В 2004 году окончил МПГУ с отличием, защитив дипломную работу на тему «Единоверие в конце XVIII-начале XX вв. как религиозное течение в Русской Православной Церкви». В том же году поступил в аспирантуру МПГУ по кафедре истории России, которую окончил в 2007 году.
С 2005 по 2007 год преподавал исторические дисциплины на кафедре истории России МПГУ.
В 2007-2014 годы — преподаватель Московского старообрядческого духовного училища Русской Православной старообрядческой Церкви.
В мае 2008 году защитил диссертацию «Единоверие и лидер его соединенческого направления второй половины XIX века священник Иоанн Верховский» на соискание учёной степени кандидата исторических наук.
В ноябре 2010 года архиепископом Русской православной старообрядческой церкви в Румынии Софронием (Липали) поставлен во свещеносцы ко храму священномученика и исповедника Аввакума города Екабпилс в Латвии.
22 февраля 2013 года вошёл в состав коллегии издания электронного научно-образовательного журнала «Studia Humanitatis», возглавляемого Андреем Мельковым.
В сентябре 2013 года Советом Митрополии Русской Православной Старообрядческой Церкви утвержден в должности и. о. заведующего учебной частью Московского старообрядческого духовного училища.

## Научные публикации
- К вопросу о генеалогических связях преосвященных Черниговского и Нежинского Лаврентия (Бакшевского) и Вятского и Слободского Аполлоса (Беляева) // Гербоведъ: журнал. 2000. — № 5 (43). — С. 64—70. (в соавторстве с М. М. Якушкиной)
- К практике завещания крупного земельного хозяйства в XVII веке (на примере духовного завещания князя Н. И. Одоевского) // Гербоведъ: журнал. 2000. — № 10 (48). — С. 66—71.
- Эмблема Архитектурного церковно-исторического кружка на Крутицком Патриаршем подворье // Гербоведъ: журнал. 2002. — № 3 (57). — С. 61—63.
- «…Суть чада Святой, Соборной и Апостольской Церкви…» // «Гуманитарные науки и православная культура». Материалы Всероссийской научной конференции «Первые Пасхальные чтения». М. — Ярославль, 2003. — С. 26—31.
- Проекты учреждения единоверческих епископов в эпоху свт. Филарета (Дроздова) // Труды научной конференции студентов и аспирантов «Ломоносов-2003». История. Сборник тезисов. — М.: МГУ, 2003. — С. 36—39.
- К вопросу о единоверческом епископе (проекты Г. В. Сенатова и протоиерея Илии Легатова) // Первые открытые исторические чтения «Молодая наука». — М., 2003. — С. 132—139.
- Планы учреждения института епископов для православных старообрядцев (единоверцев) в конце XVIII начале XX вв. // Платоновские чтения. Материалы XVIII Всероссийской конференции молодых историков. — Самара, 2003. — С. 116—118.
- На пути к единоверческому епископу: основные вехи // Сборник материалов по итогам научно-исследовательской деятельности молодых ученых в области гуманитарных, естественных и технических наук в 2003 году. — М.: МПГУ, 2004. — С. 41—44.
- К вопросу о попытках литургических модернизаций в единоверии (московская дискуссия 1878 г) // Вторые открытые исторические чтения «Молодая наука» М. — 2004. — С. 81-91
- Дискуссия по вопросу о форме приобщения Святых Христовых Тайн в московском Троице-Введенском единоверческом приходе // Старообрядчество: история, культура, современность. Материалы. — М., 2005. — Т. 2. — С. 76—85.
- Единство в многообразии // НГ-Религии. 1 июля 2005
- Рогожское кладбище приоткрывает свои тайны // Церковный вестник. 2005. — № 13—14 (314—315). июль
- Из истории зарубежного единоверия. Единоверцы селения Майнос // Правда Православия. — 2006. — № 3(40). — С. 7—11.
- К вопросу о переписке священника Иоанна Верховского со старообрядцами г. Вольска // Старообрядчество: история, культура, современность. — М., 2007. — Вып. 12. — С. 112—116.
- Единоверческий священник Иоанн Верховский в изгнании: деятельность и взгляды // Преподаватель XXI век. — М., 2007. — № 3. — С. 165—168.
- История Русской Православной Церкви // Сборник учебно-методических комплексов дисциплин по специализации «История русской православной культуры» для студентов дневной формы обучения по специальности 050401 (032600) — История. — М.: МПГУ, 2008. — С. 45—62.
- История христианского искусства // Сборник учебно-методических комплексов дисциплин по специализации «История русской православной культуры» для студентов дневной формы обучения по специальности 050401 (032600) — История. — М.: МПГУ, 2008. — С. 75—84.
- К вопросу об эклезиологии единоверческого священника Иоанна Верховского (отношения с Белокриницкой иерархией) // Церковь и общество в России: пути содружества и вызовы эпох: Сб. статей / Сост.: А. С. Мельков, В. Ю. Венедиктов. М.; Ярославль: Ремдер, 2008. — С. 160—167.
- Раскол в Русской Церкви и категория «народности» в трудах единоверческого священника Иоанна Верховского // Раскол: догмат и обряд. Материалы миссионерской богословской конференции. — СПб., 2008. — С. 59—64.
- Единоверческий священник Иоанн Верховский в Мануиловском старообрядческом монастыре // Липоване — Вып. VI. — Одесса, 2009. — С. 89—94.
- Идеальное устройство Церкви и категория соборности в трудах единоверческого священника Иоанна Верховского // На ниве Христовой. Материалы Всероссийской научно-богословской конференции «IV Свято-Филаретовские чтения», 10-11 декабря 2008 года. — Москва-Ярославль: Ремдер, 2009. — С. 136—142.
- Священник Верховский о расколе в Русской Церкви // Национальные интересы. 2009. — № 2. — С. 53—55
- Окружение петербургского единоверческого священника Иоанна Верховского // Липоване: история и культура русских старообрядцев. Вып. VII. Одесса-Измаил, 2010. — С. 78—87.
- К вопросу о попытках изменения положения единоверия во второй половине XIX века (дискуссия 1877 года) // Церковь и русский мир: история, традиции, современность. — Москва-Ярославль: Ремдер, 2010. — С. 126—131.
- Внутренний мир петербургского единоверческого священника Иоанна Верховского (попытка исследования психологического портрета) // Старообрядчество: история, культура, современность: Материалы IX Международной конференции, проходившей в Новгороде 30 сентября — 2 октября 2009 г. — М.: Боровск, 2010. — С. 154—162.
- Епископ Иустин Тульчинский (по материалам Отдела рукописей Российской государственной библиотеки) // Культура русских-липован в национальном и международном контексте. Выпуск 5. Сборник научных сообщений Международного научного симпозиума ОРЛР, состоявшегося в Тульче (12-14 июня 2009 г.). — Бухарест: Издательство «CRLR», 2011. — С. 66—84.
- Экклесиологические взгляды единоверческого священника Иоанна Верховского // Язык, книга и традиционная культура позднего русского средневековья в жизни своего времени, в науке, музейной и библиотечной работе XXI в.: труды II международной научной конференции. — (Мир старообрядчества. Вып. 8). — Москва: [б. и.], 2011. — C. 442—448.
- Русские старообрядцы за рубежом в условиях глобализации // Русский язык и литература во времени и пространстве. Под ред. Вербицкой Л. А., Лю Лиминя, Юркова Е. Е. — Т. 1. Шанхай: Shanghai foregn language education press, 2011. — С. 178—181. (в соавторстве с О. В. Виноградовой)
- Новые материалы об отношении старообрядческих архиереев к делу единоверческого священника Ионна Верховского // Липоване. История и культура русских-старообрядцев. Вып. VIII. Одесса-Измаил, 2011. — С. 88—89.
- Священник Иоанн Тимофеевич Верховский (1818—1891) // Протоиерей Иоанн Верховский. Труды; сост. Т. Г. Сидаш; ред. С. Д. Сапожникова. — СПб. : Издательский проект «Квадривиум», 2014. — 880 с. — С. 656—689
- Московский старообрядческий институт перед Первой мировой войной // Православие в славянском мире: история, культура, язык (научная редакция Е. Потехина, А. Кравецкий). — Olsztyn, 2014. — С. 127—134.
- Старообрядческий священник Кирилл Иванов в воспоминаниях его литовских прихожан // Staroobrzędowcy za granicą 2: Historia, Religia, Jęzik, Kultura. — Torun, 2014. — С. 219—227. (в соавторстве с В. В. Волковым)
- О работе с молодежью в Московском старообрядческом институте и Московском старообрядческом духовном училище // Дни русской духовной культуры в Красноярском крае. — Красноярск, 2015. — С. 20—28.
- Белокриницкая Митрополия и Московская Архиепископия: к истории взаимоотношений (80е годы XIX века) // Rosja w dialogy kultur. Tom I. Torun, Wydawnictwo Naukowe Uniwersytetu Mikolaja Kopernika, 2015. — С. 177—188.
- Братия Никольского единоверческого монастыря в первое десятилетие после назначения его настоятелем отца Павла Прусского // Współczesne badania nad językiem rosyjskim i jego odmianami" pod redakcją Katarzyny Dembskiej i Doroty Paśko-Koneczniak. — Toruń: Wydawnictwo Naukowe UMK, 2017, ss. 358. — ISBN 978-83-231-3837-2. — C. 281—292
- К вопросу об истории старообрядцев-поповцев в Варшаве в начале XX века // Emigrantologia Słowian. 2017. — vol. 3. — s. 111—118.
- Из переписки петербургского священника Иоанна Верховского: к вопросу о положении единоверия во второй половине XIX в. // Язык, книга и традиционная культура позднего русского средневековья в науке, музейной и библиотечной работе: Труды III международной научной конференции (Мир старообрядчества. Вып. 9.) / Сост. Н. В. Литвина, Ю. С. Белянкин. — М.: Археодоксiя, НКТ, 2019. — 820 с. — С. 417—425.